# Suka Maju (Bagan Sinembah)
Suka Maju is een bestuurslaag in het regentschap Rokan Hilir van de provincie Riau, Indonesië. Suka Maju telt 890 inwoners (volkstelling 2010).